# Final do Grand Prix de Patinação Artística no Gelo de 2012–13
A Final do Grand Prix de Patinação Artística no Gelo de 2012–13 foi a décima oitava edição da competição, um evento anual de patinação artística no gelo organizado pela União Internacional de Patinação (em inglês:  International Skating Union), e o evento final do Grand Prix de 2012–13. Os patinadores se qualificaram para essa competição através de outras seis competições: Trophée Éric Bompard, NHK Trophy, Rostelecom Cup, Cup of China, Skate America e Skate Canada International. O evento júnior é disputado ao mesmo tempo do sênior. A competição foi disputada entre os dias 6 de dezembro e 9 de dezembro de 2012, na cidade de Sóchi, Rússia.

## Eventos
- Individual masculino
- Individual feminino
- Duplas
- Dança no gelo

## Medalhistas
| Evento                        | Ouro                                         | Prata                                            | Bronze                                             |
| Sênior                        |                                              |                                                  |                                                    |
| Individual masculino detalhes | Daisuke Takahashi · Japão                    | Yuzuru Hanyu · Japão                             | Patrick Chan · Canadá                              |
| Individual feminino detalhes  | Mao Asada · Japão                            | Ashley Wagner · Estados Unidos                   | Akiko Suzuki · Japão                               |
| Duplas detalhes               | Tatiana Volosozhar · Maxim Trankov · Rússia  | Vera Bazarova · Yuri Larionov · Rússia           | Pang Qing · Tong Jian · China                      |
| Dança no gelo detalhes        | Meryl Davis · Charlie White · Estados Unidos | Tessa Virtue · Scott Moir · Canadá               | Nathalie Péchalat · Fabian Bourzat · França        |
| Júnior                        |                                              |                                                  |                                                    |
| Individual masculino detalhes | Maxim Kovtun · Rússia                        | Joshua Farris · Estados Unidos                   | Ryuju Hino · Japão                                 |
| Individual feminino detalhes  | Elena Radionova · Rússia                     | Hannah Miller · Estados Unidos                   | Anna Pogorilaya · Rússia                           |
| Duplas detalhes               | Lina Fedorova · Maxim Miroshkin · Rússia     | Vasilisa Davankova · Andrei Deputat · Rússia     | Maria Vigalova · Egor Zakroev · Rússia             |
| Dança no gelo detalhes        | Alexandra Stepanova · Ivan Bukin · Rússia    | Gabriella Papadakis · Guillaume Cizeron · França | Alexandra Aldridge · Daniel Eaton · Estados Unidos |

## Classificados
Sênior
|             | Masculino             | Feminino                   | Duplas                                      | Dança no gelo                            |
| ----------- | --------------------- | -------------------------- | ------------------------------------------- | ---------------------------------------- |
| 1           | CAN Patrick Chan      | USA Ashley Wagner          | RUS Tatiana Volosozhar / Maxim Trankov      | USA Meryl Davis / Charlie White          |
| 2           | JPN Yuzuru Hanyu      | JPN Mao Asada              | RUS Vera Bazarova / Yuri Larionov           | CAN Tessa Virtue / Scott Moir            |
| 3           | JPN Takahiko Kozuka   | FIN Kiira Korpi            | CHN Pang Qing / Tong Jian                   | FRA Nathalie Péchalat / Fabian Bourzat   |
| 4           | JPN Tatsuki Machida   | JPN Akiko Suzuki           | RUS Yuko Kavaguti / Alexander Smirnov       | RUS Ekaterina Bobrova / Dmitri Soloviev  |
| 5           | JPN Daisuke Takahashi | RUS Julia Lipnitskaia      | CAN Meagan Duhamel / Eric Radford           | RUS Elena Ilinykh / Nikita Katsalapov    |
| 6           | ESP Javier Fernández  | RUS Elizaveta Tuktamysheva | CAN Kirsten Moore-Towers / Dylan Moscovitch | ITA Anna Cappellini / Luca Lanotte       |
| Substitutos |                       |                            |                                             |                                          |
| 1º          | USA Jeremy Abbott     | USA Christina Gao          | USA Caydee Denney / John Coughlin           | CAN Kaitlyn Weaver / Andrew Poje         |
| 2º          | FRA Florent Amodio    | USA Mirai Nagasu           | ITA Stefania Berton / Ondrej Hotarek        | RUS Ekaterina Riazanova / Ilia Tkachenko |
| 3º          | JPN Takahito Mura     | JPN Kanako Murakami        | RUS Ksenia Stolbova / Fedor Klimov          | USA Maia Shibutani / Alex Shibutani      |

Júnior
|             | Masculino             | Feminino            | Duplas                                  | Dança no gelo                               |
| ----------- | --------------------- | ------------------- | --------------------------------------- | ------------------------------------------- |
| 1           | USA Joshua Farris     | RUS Elena Radionova | CAN Margaret Purdy / Michael Marinaro   | RUS Alexandra Stepanova / Ivan Bukin        |
| 2           | RUS Maxim Kovtun      | USA Angela Wang     | RUS Lina Fedorova / Maxim Miroshkin     | USA Alexandra Aldridge / Daniel Eaton       |
| 3           | USA Jason Brown       | RUS Anna Pogorilaya | CAN Brittany Jones / Ian Beharry        | FRA Gabriella Papadakis / Guillaume Cizeron |
| 4           | CHN Boyang Jin        | JPN Satoko Miyahara | RUS Maria Vigalova / Egor Zakroev       | RUS Valeria Zenkova / Valerie Sinitsin      |
| 5           | JPN Ryuju Hino        | USA Hannah Miller   | RUS Vasilisa Davankova / Andrei Deputat | RUS Evgenia Kosigina / Nikolai Moroshkin    |
| 6           | JPN Keiji Tanaka      | USA Leah Keiser     | CHN Yu Xiaoyu / Jin Yang                | RUS Anna Yanovskaia / Sergei Mozgov         |
| Substitutos |                       |                     |                                         |                                             |
| 1º          | RUS Alexander Samarin | KOR Kim Hae-Jin     | USA Madeline Aaron / Max Settlage       | GER Shari Koch / Christian Nuchtern         |
| 2º          | CHN Han Yan           | USA Courtney Hicks  | GER Annabelle Prölss / Ruben Blommaert  | CAN Madeline Edwards / Zhao Kai Pang        |
| 3º          | RUS Alexander Petrov  | JPN Miyabi Oba      | USA Britney Simpson / Matthew Blackmer  | CAN Andreanne Poulin / Marc-Andre Servant   |

## Resultados

### Sênior

#### Individual masculino
| Pos.              | Nome              | Nacionalidade | Pontos | PC        | PL         |
| ----------------- | ----------------- | ------------- | ------ | --------- | ---------- |
| Medalha de ouro   | Daisuke Takahashi | Japão         | 269.40 | 92.29 (1) | 177.11 (3) |
| Medalha de prata  | Yuzuru Hanyu      | Japão         | 264.29 | 87.17 (3) | 177.12 (2) |
| Medalha de bronze | Patrick Chan      | Canadá        | 258.66 | 89.27 (2) | 169.39 (4) |
| 4                 | Javier Fernández  | Espanha       | 258.62 | 80.19 (5) | 178.43 (1) |
| 5                 | Takahiko Kozuka   | Japão         | 253.27 | 86.39 (4) | 166.88 (5) |
| 6                 | Tatsuki Machida   | Japão         | 198.63 | 70.58 (6) | 128.05 (6) |

#### Individual feminino
| Pos.              | Nome                   | Nacionalidade  | Pontos | PC        | PL         |
| ----------------- | ---------------------- | -------------- | ------ | --------- | ---------- |
| Medalha de ouro   | Mao Asada              | Japão          | 196.80 | 66.96 (1) | 129.84 (1) |
| Medalha de prata  | Ashley Wagner          | Estados Unidos | 181.93 | 66.44 (2) | 115.49 (4) |
| Medalha de bronze | Akiko Suzuki           | Japão          | 180.77 | 65.00 (3) | 115.77 (3) |
| 4                 | Kiira Korpi            | Finlândia      | 174.94 | 63.42 (4) | 111.52 (5) |
| 5                 | Elizaveta Tuktamysheva | Rússia         | 173.75 | 56.61 (5) | 117.14 (2) |
| 6                 | Christina Gao          | Estados Unidos | 154.54 | 48.56 (6) | 105.98 (6) |

#### Duplas
| Pos.              | Nome                                    | Nacionalidade | Pontos | PC        | PL         |
| ----------------- | --------------------------------------- | ------------- | ------ | --------- | ---------- |
| Medalha de ouro   | Tatiana Volosozhar / Maxim Trankov      | Rússia        | 204.55 | 73.46 (1) | 131.09 (2) |
| Medalha de prata  | Vera Bazarova / Yuri Larionov           | Rússia        | 201.60 | 70.14 (2) | 131.46 (1) |
| Medalha de bronze | Pang Qing / Tong Jian                   | China         | 192.81 | 64.74 (3) | 128.07 (3) |
| 4                 | Meagan Duhamel / Eric Radford           | Canadá        | 187.09 | 64.20 (4) | 122.89 (4) |
| 5                 | Kirsten Moore-Towers / Dylan Moscovitch | Canadá        | 180.45 | 60.95 (5) | 119.50 (6) |
| 6                 | Yuko Kavaguti / Alexander Smirnov       | Rússia        | 178.72 | 58.02 (6) | 120.70 (5) |

#### Dança no gelo
| Pos.              | Nome                                | Nacionalidade  | Pontos | PC        | PL         |
| ----------------- | ----------------------------------- | -------------- | ------ | --------- | ---------- |
| Medalha de ouro   | Meryl Davis / Charlie White         | Estados Unidos | 183.39 | 73.20 (1) | 110.19 (1) |
| Medalha de prata  | Tessa Virtue / Scott Moir           | Canadá         | 179.83 | 71.27 (2) | 108.56 (2) |
| Medalha de bronze | Nathalie Péchalat / Fabian Bourzat  | França         | 170.18 | 68.70 (3) | 101.48 (3) |
| 4                 | Anna Cappellini / Luca Lanotte      | Itália         | 165.64 | 66.11 (5) | 99.53 (4)  |
| 5                 | Ekaterina Bobrova / Dmitri Soloviev | Rússia         | 158.09 | 66.23 (4) | 91.86 (6)  |
| 6                 | Elena Ilinykh / Nikita Katsalapov   | Rússia         | 156.36 | 63.56 (6) | 92.80 (5)  |

### Júnior

#### Individual masculino júnior
| Pos.              | Nome          | Nacionalidade  | Pontos | PC        | PL         |
| ----------------- | ------------- | -------------- | ------ | --------- | ---------- |
| Medalha de ouro   | Maxim Kovtun  | Rússia         | 222.31 | 72.53 (2) | 149.78 (1) |
| Medalha de prata  | Joshua Farris | Estados Unidos | 211.37 | 74.53 (1) | 136.84 (2) |
| Medalha de bronze | Ryuju Hino    | Japão          | 198.92 | 67.55 (4) | 131.37 (3) |
| 4                 | Jason Brown   | Estados Unidos | 198.32 | 69.43 (3) | 128.89 (4) |
| 5                 | Jin Boyang    | China          | 187.95 | 60.73 (6) | 127.22 (5) |
| 6                 | Keiji Tanaka  | Japão          | 174.55 | 61.74 (5) | 112.81 (6) |

#### Individual feminino júnior
| Pos.              | Nome            | Nacionalidade  | Pontos | PC        | PL         |
| ----------------- | --------------- | -------------- | ------ | --------- | ---------- |
| Medalha de ouro   | Elena Radionova | Rússia         | 179.40 | 60.90 (1) | 118.50 (1) |
| Medalha de prata  | Hannah Miller   | Estados Unidos | 168.41 | 59.18 (2) | 109.23 (4) |
| Medalha de bronze | Anna Pogorilaya | Rússia         | 167.40 | 57.94 (3) | 109.46 (3) |
| 4                 | Angela Wang     | Estados Unidos | 162.05 | 51.16 (4) | 110.89 (2) |
| 5                 | Satoko Miyahara | Japão          | 157.74 | 49.60 (5) | 108.14 (5) |
| 6                 | Leah Keiser     | Estados Unidos | 137.44 | 47.23 (6) | 90.23 (6)  |

#### Duplas júnior
| Pos.              | Nome                                | Nacionalidade | Pontos | PC        | PL         |
| ----------------- | ----------------------------------- | ------------- | ------ | --------- | ---------- |
| Medalha de ouro   | Lina Fedorova / Maxim Miroshkin     | Rússia        | 161.11 | 54.37 (1) | 106.74 (1) |
| Medalha de prata  | Vasilisa Davankova / Andrei Deputat | Rússia        | 155.96 | 51.34 (3) | 104.62 (2) |
| Medalha de bronze | Maria Vigalova / Egor Zakroev       | Rússia        | 153.56 | 50.76 (4) | 102.80 (3) |
| 4                 | Margaret Purdy / Michael Marinaro   | Canadá        | 149.94 | 51.83 (2) | 98.11 (5)  |
| 5                 | Xiaoyu Yu / Yang Jin                | China         | 149.20 | 50.34 (5) | 98.86 (4)  |
| 6                 | Brittany Jones / Ian Beharry        | Canadá        | 145.89 | 48.11 (6) | 97.78 (6)  |

#### Dança no gelo júnior
| Pos.              | Nome                                    | Nacionalidade  | Pontos | PC        | PL        |
| ----------------- | --------------------------------------- | -------------- | ------ | --------- | --------- |
| Medalha de ouro   | Alexandra Stepanova / Ivan Bukin        | Rússia         | 149.57 | 61.18 (1) | 88.39 (1) |
| Medalha de prata  | Gabriella Papadakis / Guillaume Cizeron | França         | 139.21 | 54.79 (2) | 84.42 (2) |
| Medalha de bronze | Alexandra Aldridge / Daniel Eaton       | Estados Unidos | 136.19 | 52.60 (4) | 83.59 (3) |
| 4                 | Anna Yanovskaia / Sergei Mozgov         | Rússia         | 129.31 | 53.03 (3) | 76.28 (4) |
| 5                 | Valeria Zenkova / Valerie Sinitsin      | Rússia         | 124.19 | 50.39 (6) | 73.80 (5) |
| 6                 | Evgenia Kosigina / Nikolai Moroshkin    | Rússia         | 120.05 | 50.45 (5) | 69.60 (6) |

## Quadro de medalhas
| Ordem | País           | Medalha de ouro | Medalha de prata | Medalha de bronze |    | Ordem por total |
| ----- | -------------- | --------------- | ---------------- | ----------------- | -- | --------------- |
| 1     | Rússia         | 5               | 2                | 2                 | 9  | 1               |
| 2     | Japão          | 2               | 1                | 2                 | 5  | 2               |
| 3     | Estados Unidos | 1               | 3                | 1                 | 5  | 2               |
| 4     | Canadá         |                 | 1                | 1                 | 2  | 4               |
| 4     | França         |                 | 1                | 1                 | 2  | 4               |
| 6     | China          |                 |                  | 1                 | 1  | 6               |
| TOTAL | TOTAL          | 8               | 8                | 8                 | 24 | —               |